# احمد عاشوری
احمد عاشوری یکی از بازیکنان فوتبال ایران است. این بازیکن در طول در دوران حضورش، در تیم‌های مختلفی من‌جمله شهرداری یاسوج مشارکت داشته‌است.